# Luch
Luch (rusky Лух) je řeka v Ivanovské, v Nižněnovgorodské a ve Vladimirské oblasti v Rusku. Je 240 km dlouhá. Povodí má rozlohu 4 450 km².

## Průběh toku
Ústí zleva do řeky Kljazmy (povodí Volhy) na 68 říčním kilometru.

## Vodní režim
Převládajícím zdrojem vody jsou sněhové srážky, následují srážky dešťové a podzemní voda. Rozsah kolísání hladiny činí 4,5 m. Průměrný roční průtok vody ve vzdálenosti 109 km od ústí činí přibližně 17 m³/s. Zamrzá na konci listopadu a rozmrzá v dubnu.